# Liten hättemossa
Liten hättemossa (Orthotrichum tenellum) är en bladmossart som beskrevs av Bruch och Bridel 1827. Liten hättemossa ingår i släktet hättemossor, och familjen Orthotrichaceae. Enligt den svenska rödlistan är arten nationellt utdöd i Sverige. . Arten har tidigare förekommit i Götaland och Gotland men är numera lokalt utdöd. Artens livsmiljö är skogslandskap, jordbrukslandskap. Inga underarter finns listade i Catalogue of Life.